# 沈伯儀
沈伯仪（?—?），唐朝湖州吴兴人。武则天时，为太子右谕德。
唐高宗时，太常少卿韦万石议明堂大享事，上奏：“郑玄说祀五天帝，王肃谓祀五行帝。《贞观礼》从玄，至《显庆礼》祀昊天上帝，乾封诏书祀五天帝兼祀昊天，上元诏书从《贞观礼》，仪凤初诏祀事一用周制。”高宗诏命尚书省召集诸儒议论，未定。乾封二年（667年），大享参用《贞观》、《显庆》二礼，圆丘、五方、明堂、感帝、神州以高祖、太宗并配。垂拱元年（685年）七月，议圆丘、方丘、南郊、明堂严配之礼。沈伯仪说：“有虞氏禘黄帝而郊喾，祖颛顼而宗尧；夏后氏禘黄帝而郊鲧，祖颛顼而宗禹；殷人禘喾而郊冥，祖契而宗汤；周人禘喾而郊稷，祖文王而宗武王。祭昊天圆丘为禘，祭上帝南郊为郊，祭五帝、五神明堂为祖、宗。高祖神尧皇帝请配圆丘、方泽，太宗文武圣皇帝请配南郊、北郊。高宗天皇大帝请配五天帝。”最后定为郊、丘诸祠，以高祖、太宗、高宗并配。沈伯仪历任国子祭酒、修文馆学士、嘉州、婺州、亳州、許州刺史，封武康县开国男，去世。其子沈齐文，官至右金吾卫胄曹参军，沈齐文之子沈浩丰、沈浩祎。